# Passerellidae
Passerellidae es una familia de aves paseriformes que se distribuyen a lo largo de América. La American Ornithological Society escindió esta familia de Emberizidae en 2017.

## Lista de géneros
Se reconocen los siguientes:
- Pselliophorus
- Pezopetes
- Arremon
- Arremonops
- Atlapetes
- Pipilo
- Aimophila
- Melozone
- Peucaea
- Oriturus
- Torreornis
- Spizelloides
- Spizella
- Pooecetes
- Chondestes
- Amphispiza
- Artemisiospiza
- Calamospiza
- Passerculus
- Ammodramus
- Xenospiza
- Passerella
- Melospiza
- Zonotrichia
- Junco
- Chlorospingus
- Oreothraupis